# Juan Diego X'Oyep
Juan Diego X'Oyep är en ort i Mexiko.   Den ligger i kommunen Chenalhó och delstaten Chiapas, i den sydöstra delen av landet, 800 km öster om huvudstaden Mexico City. Juan Diego X'Oyep ligger 1 575 meter över havet och antalet invånare är 117.
Terrängen runt Juan Diego X'Oyep är huvudsakligen kuperad, men österut är den bergig. Runt Juan Diego X'Oyep är det ganska tätbefolkat, med 134 invånare per kvadratkilometer. Närmaste större samhälle är Pantelhó, 10,8 km nordost om Juan Diego X'Oyep. Omgivningarna runt Juan Diego X'Oyep är en mosaik av jordbruksmark och naturlig växtlighet.